# Point virtuel d'échange de gaz
Un point virtuel d’échange de gaz (PEG) est une bourse de commerce non physique, une place de marché d'échange virtuel qui sert de plate-forme de négociation commerciale (de) pour les livraisons de gaz au sein d'une zone de marché. Le PEG n'est affecté à aucun lieu physique et permet aux acheteurs et vendeurs de gaz d'acheter ou de vendre du gaz naturel sans disposer de capacité de transport. Aucune capacité n'est requise pour l'accès au PEG hormis les capacités d'entrée et de sortie au PEG. Les clients qui disposent d'une capacité d'entrée dans la zone de marché peuvent l'utiliser pour amener du gaz au PEG, et ceux qui disposent d'une capacité de sortie peuvent l'utiliser pour transporter du gaz depuis la PEG. Les PEG servent ainsi à séparer les prix de production du gaz, de son transport, et de sa distribution.
Il existe un PEG pour chaque zone de marché, représentant tous les points d'entrée et de sortie dans cette zone de marché.
Une alternative aux PEG sont les hubs de gaz physiques tels que le Henry Hub aux États-Unis.
La négociation aux PEG se fait en ligne et en temps réel. Pour pouvoir utiliser certains PEG, les négociants doivent disposer de leur propre groupe d'équilibrage de gaz (compte d'équilibrage). En UE (Union Européenne), le prix du gaz (en) dans les PEG sont calculés en Euro/MWh.  
Il existait en France avant le 1er novembre 2018 un PEG dans chacune des zones de marché du réseau de gaz français : le PEG Nord et la TRS (Trading Region South, qui regroupait les zones de GRTgaz Sud et de Teréga). Depuis le 1er novembre 2018, les deux PEG ont fusionné pour former la TRF (Trading Region France).

## Contexte
Le point virtuel d’échange de gaz permet aux participants à la négociation de fixer les prix du gaz (en) et permettent que le transfert ait lieu à un lieu fixe. Le gaz peut être échangé dans la période entre son entrée et sa sortie (modèle d'entrée-sortie (de)). À proprement parler, le PEG n'est affecté à aucun lieu d'entrée ou de sortie physique. 
Le PEG permet les échanges entre fournisseurs de gaz et les gestionnaires de réseaux de transport de gaz pour l'équilibrage de bilans journaliers de la zone de marché sans réservation de capacité, puisque le même lieu est toujours choisi comme base d'échange. Les fournisseurs et les clients du réseau peuvent ainsi également acheter et vendre au PEG sans réservation de capacité.
Dans le modèle tarifaire entrée-sortie, le gaz naturel est acheminé vers un « lac gazier » virtuel de la PEG via des points d'entrée. Ceux-ci prennent la forme d'installations de stockage de gaz naturel, soit aux frontières des États, soit à l'intérieur des terres. En ce qui concerne les points de sortie, qui sont situés aux frontières de l'État pour le transit ou à l'intérieur des terres pour l'approvisionnement domestique, la capacité requise et réservée est à nouveau prélevée sur ce lac gazier. La redevance n'est plus déterminée en fonction de la distance, mais déterminée par des tarifs fixes et officiellement approuvés.
Le marché européen du gaz était réglementé par la « directive 2009/73/CE du 13 juillet 2009 sur les règles communes pour le marché intérieur du gaz de l'UE. L'un des principaux objectifs de cette directive est la séparation complète de l'exploitation des gestionnaires de réseaux de transport de la production et du négoce de gaz naturel. L'objectif est de diviser les entreprises qui gèrent les deux (production et transport) et de permettre la création de gestionnaires de réseaux indépendants.

## Points virtuels d'échange de gaz en Europe
En 2004, la France était divisée en trois points virtuels d’échange de gaz :
- PEG Nord;
- PEG Sud;
- PEG TIGF (Ouest).

Le 1er avril 2015, le PEG TIGF a fusionné avec PEG Sud pour former la TRS (Trading Region South). Le 1er novembre 2018, le PEG Nord a fusionné avec la TRS pour former la TRF (Trading Region France), seul et unique point virtuel d’échange de gaz de la France.
Les autres principals points virtuels d’échange de gaz en Europe sont :
- Zeebrugge Hub (de) (ZEE) négocié en Belgique via l'APX, depuis 2003
- Title Transfer Facility (TTF) à Rotterdam (Pays-Bas), depuis 2003;
- National Balancing Point (NBP), au Royaume-Uni, depuis 1996;
- Trading Hub Europe (de) (T.H.E.) en Allemagne, depuis le 1er octobre 2021;
  - NCG Hub en Allemagne (NetConnect Germany (de), anciennement EGT), depuis 2009 (jusqu'au 30 septembre 2021);
  - Gaspool Hub (GPL) (de) en Allemagne, depuis 2009 (jusqu'au 30 septembre 2021);
- Central European Gas Hub (en) (CEGH), Autriche, depuis 2005
- Punto di Scambio Virtuale (PSV), Italie, depuis 2003;
- Punto Virtual de Balance (PVB), Espagne, depuis 2016;
- MS-ATR (en), Espagne ;